# Sebeos

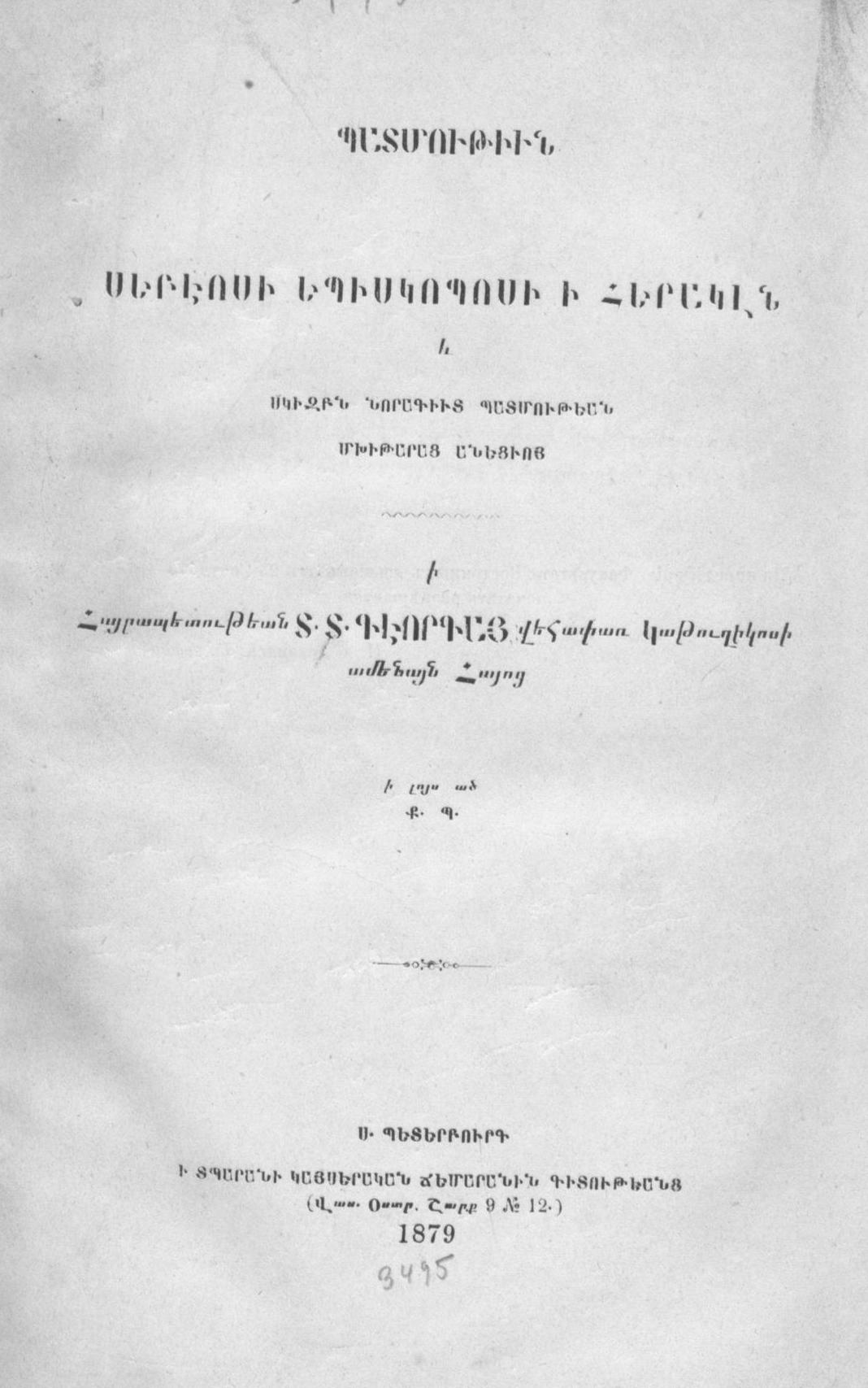
Strona tytułowa Historii cesarza Herakliusza z wydania pochodzącego z 1879 roku

Sebeos (orm. Սեբեոս) – ormiański historyk, kronikarz i patriarcha Armenii, żyjący w VII wieku.

## Twórczość
Niewiele wiadomo na temat Sebeosa, chociaż jego podpis widnieje pod uchwałą I soboru w Dwinie jako "Biskup Sebeos z Bagratunis". Jego dzieła są bardzo cenne i są też jednymi z niewielu zachowanych i jednocześnie nienaruszonych źródeł, traktujących na temat Armenii i otaczających ją terytorów w VI wieku. Spisana historia Sebeosa zawiera szczegółowe opisy od okresu sasanidzkiego panowania w Armenii, aż do muzułmańskiego podboju kraju w 661 roku. Dzieła Sebeosa zostały po raz pierwszy opublikowane w 1851 w Stambule. Sebeosowi została przypisana Historia Herakliusza, czyli kronika wydarzeń toczących się od końca V wieku do 661 roku. Pierwsza część kroniki, rozpoczyna się od mitycznego założenia Armenii przez legendarnego Hajka, po czym przeniesiona zostaje do bliższej już czasowo autorowi, historii powstania Wardana II Mamikoniana przeciwko Persom w 570 roku. Następnie relacja Sebeosa dotyczy przede wszystkim walk i sojuszów pomiędzy Persją a Bizancjum.

## Opis muzułmanów
W drugiej części dzieła Sebeosa, znajduje się opis nowej siły politycznej i wojskowej, w ówczesnym układzie sił na Bliskim Wschodzie. Chodzi tutaj o Arabów, których Sebeos nazwał „Izmaelitami”. Według ormiańskiego kronikarza, początki islamu wyglądały następująco: 

Dwanaście plemion reprezentuje wszystkie rody Żydów, zgromadzonych w mieście Edessa. Gdy zobaczyli oni, jak perskie oddziały opuszczają w spokoju miasto, zamknęli bramy i umocnili się. Następnie odmówili wejścia do miasta wojskom rzymskiego [czyli bizantyjskiego] władcy. Wówczas Herakliusz, cesarz Rzymu, wydał rozkaz, aby je oblężyć. Kiedy Żydzi zdali sobie sprawę, że nie mogą mu się oprzeć militarnie, obiecali zawrzeć z nim pokój. Otwarłszy bramy miasta, udali się przed oblicze Herakliusza, a on zarządził, iż powinni oni odejść i pozostać na swoim miejscu. Wyruszyli więc, obierając drogę przez pustynię do Arabii tachkastańskiej, do synów Izmaela. Żydzi wezwali Arabów na pomoc i zbratali się z nimi, poprzez relację wynikającą z ksiąg Starego Testamentu. Chociaż Arabowie byli przekonani o ich bliskich powiązaniach, nie potrafili osiągnąć porozumienia z Żydami, ze względu na ich dużą liczebność, ponieważ byli podzieleni między sobą na tle religijnym. W tym okresie, jeden z nich stał się nad wyraz popularny. Był to mężczyzna wywodzący się z synów Izmaela i znany jako Mahmed. Głosił on o 'Drodze Prawdy', która została mu objawiona rzekomo na rozkaz Boga. Mahmed nauczał ich rozpoznawać Boga Abrahama, zwłaszcza od czasu, kiedy dowiedział się o historii Mojżesza. Ponieważ polecenie [dane Mahmedowi] miało pochodzić z wysoka [czyli od Boga], nakazał im wszystkim zebrać się razem i zjednoczyć w wierze. Porzuciwszy składanie czci próżnym rzeczom, odwrócili się ku Bogu żywemu, który objawił się ich ojcu, Abrahamowi. Mahmed ustanowił, iż nie mogą jeść padliny, pić wina, mówić nieprawdy, ani cudzołożyć. Powiedział: "Bóg obiecał ten kraj Abrahamowi, a po nim jego synom, na wieczność. A co zostało obiecane, to zostało też i spełnione w tym czasie, kiedy Bóg umiłował Izraela. Teraz wszakże jesteście synami Abrahama, a Bóg musi spełnić obietnicę daną Abrahamowi i jego synom na was. Miłujcie tylko Boga Abrahama, wyruszcie i przejmijcie kraj obiecany waszemu ojcu Abrahamowi przez Boga. Nikt nie może z powodzeniem oprzeć się wam na wojnie, gdyż Bóg jest z wami".

W tej części historii Sebeos opisał sposób, w jaki Mahomet zainicjował powstanie społeczności złożonej z Żydów i "Izmaelitów" w oparciu o ich wspólne pochodzenie od Abrahama. Według biblijnej tradycji Arabowie wywodzą się od Ismaela, a Żydzi od Izaaka. Narracja historii kończy się na początku pierwszej fitny, czyli starć wewnątrzislamskich. Relacja Sebeosa jest jednym z nielicznych, niemuzułmańskich źródeł, traktujących o muzułmanach, a pochodzących z VII wieku.